# Coppa del mondo di triathlon del 1991
La Coppa del mondo di triathlon del 1991 è consistita in una serie di undici gare.
Tra gli uomini ha vinto il brasiliano Leandro Macedo. Tra le donne si è aggiudicata la coppa del mondo la statunitense Karen Smyers.

## Risultati

### Classifica generale

#### Élite Uomini
| Pos. | Nome              | Paese       |
| ---- | ----------------- | ----------- |
|      | Leandro Macedo    | Brasile     |
|      | Greg Welch        | Australia   |
|      | Andrew McNaughton | Canada      |
| 4    | Ricardo González  | Messico     |
| 5    | Simon Cassidy     | Canada      |
| 6    | Garrett McCarthy  | Irlanda     |
| 7    | Eben Jones        | Stati Uniti |
| 8    | Frank Clarke      | Canada      |
| 9    | Bernardo Zetina   | Messico     |
| 10   | Mike Pigg         | Stati Uniti |

#### Élite donne
| Pos. | Nome                 | Paese       |
| ---- | -------------------- | ----------- |
|      | Karen Smyers         | Stati Uniti |
|      | Terry Smith-Ross     | Canada      |
|      | Catherine Davies     | Spagna      |
| 4    | Sue Schlatter        | Canada      |
| 5    | Carol Montgomery     | Canada      |
| 6    | María Luisa Martínez | Messico     |
| 7    | Melissa Mantak       | Stati Uniti |
| 8    | Joanne Ritchie       | Canada      |
| 9    | Kendall Morrison     | Canada      |
| 10   | Béatrice Mouthon     | Francia     |

### La serie
Saint Croix - Stati Uniti d'America 
5 maggio 1991
| Pos. | Uomini     | Uomini      | Uomini   | Donne              | Donne       | Donne    |
| Pos. | Atleta     | Paese       | Tempo    | Atleta             | Paese       | Tempo    |
| ---- | ---------- | ----------- | -------- | ------------------ | ----------- | -------- |
|      | Mike Pigg  | Stati Uniti | 02:31:05 | Carol Montgomery   | Canada      | 02:53:16 |
|      | Greg Welch | Australia   | 02:31:05 | Karen Smyers       | Stati Uniti | 02:53:29 |
|      | Mark Allen | Stati Uniti | 02:34:21 | Paula Newby-Fraser | Zimbabwe    | 02:55:54 |

San Andrés de Cuerquia - Colombia 
19 maggio 1991
| Pos. | Uomini                          | Uomini  | Uomini   | Donne            | Donne       | Donne    |
| Pos. | Atleta                          | Paese   | Tempo    | Atleta           | Paese       | Tempo    |
| ---- | ------------------------------- | ------- | -------- | ---------------- | ----------- | -------- |
|      | Dan Murray                      | Canada  | 01:48:45 | Karen Smyers     | Stati Uniti | 02:01:46 |
|      | Jose Ricardo Gonzalez Davila    | Messico | 01:51:08 | Terri Smith-Ross | Canada      | 02:03:54 |
|      | Paulo Armando Barcellos Saraiva | Brasile | 01:52:27 | Catherine Davies | Spagna      | 02:05:50 |

Portaferry - Irlanda 
13 luglio 1991
| Pos. | Uomini            | Uomini    | Uomini   | Donne            | Donne       | Donne    |
| Pos. | Atleta            | Paese     | Tempo    | Atleta           | Paese       | Tempo    |
| ---- | ----------------- | --------- | -------- | ---------------- | ----------- | -------- |
|      | Andrew McNaughton | Canada    | 01:50:42 | Karen Smyers     | Stati Uniti | 02:01:31 |
|      | Garrett McCarthy  | Canada    | 01:51:01 | Melissa Mantak   | Stati Uniti | 02:02:09 |
|      | Greg Welch        | Australia | 01:52:05 | Carol Montgomery | Canada      | 02:02:31 |

Vancouver - Canada 
27 luglio 1991
| Pos. | Uomini         | Uomini    | Uomini   | Donne            | Donne  | Donne    |
| Pos. | Atleta         | Paese     | Tempo    | Atleta           | Paese  | Tempo    |
| ---- | -------------- | --------- | -------- | ---------------- | ------ | -------- |
|      | Greg Welch     | Australia | 01:47:25 | Sue Schlatter    | Canada | 01:59:28 |
|      | Leandro Macedo | Brasile   | 01:47:27 | Joanne Ritchie   | Canada | 01:59:46 |
|      | Frank Clarke   | Canada    | 01:47:36 | Terri Smith-Ross | Canada | 02:00:49 |

Toronto - Canada 
4 agosto 1991
| Pos. | Uomini     | Uomini    | Uomini   | Donne        | Donne       | Donne |
| Pos. | Atleta     | Paese     | Tempo    | Atleta       | Paese       | Tempo |
| ---- | ---------- | --------- | -------- | ------------ | ----------- | ----- |
|      | Brad Beven | Australia | 01:50:18 | Karen Smyers | Stati Uniti | —     |
|      | Greg Welch | Australia | 01:51:13 |              |             | —     |
|      | Dan Murray | Canada    | 01:51:18 |              |             | —     |

Embrun - Francia 
15 agosto 1991
| Pos. | Uomini     | Uomini      | Uomini | Donne          | Donne       | Donne |
| Pos. | Atleta     | Paese       | Tempo  | Atleta         | Paese       | Tempo |
| ---- | ---------- | ----------- | ------ | -------------- | ----------- | ----- |
|      | Mark Allen | Stati Uniti | —      | Melissa Mantak | Stati Uniti | —     |
|      |            |             |        |                |             |       |
|      |            |             |        |                |             |       |

Pechino - Cina 
1 settembre 1991
| Pos. | Uomini        | Uomini      | Uomini   | Donne            | Donne  | Donne    |
| Pos. | Atleta        | Paese       | Tempo    | Atleta           | Paese  | Tempo    |
| ---- | ------------- | ----------- | -------- | ---------------- | ------ | -------- |
|      | Nick Croft    | Australia   | 01:44:10 | Terri Smith-Ross | Canada | 02:02:08 |
|      | Garrett McCar | Stati Uniti | 01:44:11 | Kendall Morrison | Canada | 02:03:02 |
|      | Frank Clarke  | Canada      | 01:50:40 | Catherine Davies | Spagna | 02:03:43 |

Texas Hill Country - Stati Uniti d'America 
7 settembre 1991
| Pos. | Uomini     | Uomini    | Uomini | Donne            | Donne  | Donne |
| Pos. | Atleta     | Paese     | Tempo  | Atleta           | Paese  | Tempo |
| ---- | ---------- | --------- | ------ | ---------------- | ------ | ----- |
|      | Greg Welch | Australia | —      | Carol Montgomery | Canada | —     |
|      |            |           |        |                  |        |       |
|      |            |           |        |                  |        |       |

Parigi - Francia 
15 settembre 1991
| Pos. | Uomini        | Uomini  | Uomini | Donne            | Donne   | Donne |
| Pos. | Atleta        | Paese   | Tempo  | Atleta           | Paese   | Tempo |
| ---- | ------------- | ------- | ------ | ---------------- | ------- | ----- |
|      | Rémi Rampteau | Francia | —      | Isabelle Mouthon | Francia | —     |
|      |               |         |        |                  |         |       |
|      |               |         |        |                  |         |       |

Las Vegas - Stati Uniti d'America 
21 settembre 1991
| Pos. | Uomini      | Uomini      | Uomini   | Donne        | Donne         | Donne    |
| Pos. | Atleta      | Paese       | Tempo    | Atleta       | Paese         | Tempo    |
| ---- | ----------- | ----------- | -------- | ------------ | ------------- | -------- |
|      | Mike Pigg   | Stati Uniti | 02:02:20 | Erin Baker   | Nuova Zelanda | 02:21:53 |
|      | Greg Welch  | Australia   | —        | Karen Smyers | Stati Uniti   | —        |
|      | Brad Kearns | Stati Uniti | —        | Joy Hansen   | Stati Uniti   | —        |

Ixtapa - Messico 
16 novembre 1991
| Pos. | Uomini      | Uomini      | Uomini | Donne        | Donne       | Donne |
| Pos. | Atleta      | Paese       | Tempo  | Atleta       | Paese       | Tempo |
| ---- | ----------- | ----------- | ------ | ------------ | ----------- | ----- |
|      | Brad Kearns | Stati Uniti | —      | Karen Smyers | Stati Uniti | —     |
|      |             |             |        |              |             |       |
|      |             |             |        |              |             |       |